# 히포 시노드
히포 시노드(라틴어: Concilium Hipponense)는 초기 기독교 시절인 393년 북아프리카 히포 레기우스에서 개최된 시노드이다. 394년과 397년, 401년, 426년에 추가로 시노드가 개최되었는데, 이 중 일부에는 히포의 아우구스티노도 참석했다.
393년 시노드는 다음 두 가지 특징으로 잘 알려져 있다. 먼저 주교회의 최초로 성경 정경 목록을 작성해 인가했다. 이 정경 목록은 오늘날 (로마 가톨릭교회에서 제2경전으로 분류한 책들까지 포함하여) 로마 가톨릭교회의 정경 목록과 정확히 부합하는 반면 동방 정교회의 정경 목록 수량에는 미치지 못했다. 이 정경 목록은 나중에 397년 카르타고 공의회에서 인정되어 바다 건너편에 있는 교회인 로마 교황좌의 비준을 받았다. 이전의 공의회들에서도 이와 비슷한 경우가 있었지만 정경 목록에 있어 약간 차이가 있다. 또한 시노드는 성직자들의 금욕 준수가 사도 시대에 기원을 두고 있다는 점을 재확인하고 사제 서품의 필요조건임을 재천명했는데, 여기에 사제 서품을 받으려면 그 사람이 속한 가정의 모든 구성원이 전부 그리스도인이 되어야 한다는 조건을 추가하였다.
성직자 승계에 대한 규정은 물론 전례에서 고려해야 할 사항들도 시노드에서 분명하게 규정되었다.

## 정경 목록
히포 시노드 법규 제36조에 실린 성경의 정경 목록은 다음과 같다.
창세기
탈출기
레위기
민수기
신명기
눈의 아들 여호수아기
판관기
룻기
열왕기 네 권
역대기 두 권
욥기
시편
솔로몬의 책 다섯 권
예언서 열두 권
이사야서
예레미야서
에지키엘서
다니엘서
토빗기
유딧기
에스테르기
에즈라기 두 권
마카베오기 두 권
신약성경
복음서 네 권
사도행전
바오로의 서간 열네 편
사도 베드로의 서간 두 편
사도 요한의 서간 세 편
사도 야고보의 서간
사도 유다의 서간
요한 묵시록
《그리스도교 교양》에서 아우구스티노는 에즈라기 두 권과 (칠십인역의 에스드라 1서에 일부 내용이 포함된) 역대기의 관계와 구분에 대해 “… 그리고 에즈라기 두 권인데, 이들은 열왕기 혹은 역대기에까지 끝난 정연한 역사를 뒤잇는 것으로 보인다.”고 설명했다.